# Chondrostega vandalicia
Chondrostega vandalicia és una espècie de lepidòpter ditrisi de la família dels lasiocàmpids (Lasiocampidae). Viu a la península Ibèrica.

## Característiques
Chondrostega vandalicia té una envergadura alar del mascle de 13 a 15 mm. El seu període de vol va d'agost a setembre. Habita llocs pedregosos i les seves plantes nutrícies són Nardus stricta i Hypochaeris.